# Història econòmica
La història econòmica analitza l'evolució de l'economia de les societats al llarg del temps. Se sol referir a un territori concret, i així es parla de la història econòmica de Catalunya, per exemple. La disciplina està molt lligada a la història social, ja que el sistema econòmic determina en gran part les relacions entre els individus i la manera de pensar d'una època sol veure's reflectida en la seva economia. Per efectuar aquest estudi, la història econòmica utilitza diversos conceptes: la conjuntura i l'estructura de les societats i se centra en la investigació sobre els mecanismes del creixement i del desenvolupament i les fluctuacions.
Entenem per conjuntura la combinació fortuïta d'esdeveniments o circumstàncies que afecten una societat. Per exemple: una onada de fred nòrdic que malmet una collita de préssecs, un atemptat contra un polític, la vaga d'un sector de treballadors que demana un augment salarial… Dintre del concepte global de conjuntura es troba la conjuntura econòmica, que s'entén com els canvis i els moviments dels components essencials de la vida econòmica. Per exemple: l'increment del consum, les oscil·lacions dels preus, les baixades de producció de béns manufacturats... S'anomena estructura al conjunt d'elements que caracteritzen una societat i que canvien molt lentament. Podem parlar de diferents estructures: social (components i organització de la societat), política (sistema i/o organització política) i econòmica (organització econòmica, sectors productius, etc.).
Com a creixement s'entén l'increment de la capacitat productiva i dels recursos que disposa una societat, és a dir, els seus canvis d'estructura econòmica. El creixement consisteix en l'augment quantitatiu de les xifres macroeconòmiques sense que afectin les expressions per capita i que no produeixin transformacions socials. Un exemple d'això pot ésser un país del tercer món que augmenti la seva producció d'arròs, però que s'incrementi la quantitat de famílies pobres en el mateix període.
S'anomena fluctuació econòmica a l'interludi de creixement econòmic i depressió. Les fluctuacions poden ésser de curta i de llarga durada. Les fluctuacions de curta durada poden ésser quotidianes (el consum de la campanya de Nadal), amb intervals de temps setmanals, mensuals, estacionals o interannuals. Quan una fluctuació es refereix a un període d'entre tres i quatre anys s'anomena cicle Kitchin i quan es referix a un període d'entre set i deu anys, cicle Juglar. Les fluctuacions de llarga durada que més s'estudien són el cicle Kondratieff o moviments intradesenals (cinquanta i seixanta anys) i la tendència secular que es refereix al període d'un segle, vers l'alça o vers la baixa.
Els sistemes econòmics de les societats primitives es basaven en la tradició. Tanmateix, ja en el tercer mil·lenni abans de Crist emergiren civilitzacions a Egipte, la Xina i l'Índia basades en el sistema d'economia autoritària. En aquestes economies l'autoritat central podia decidir l'ocupació de part de la població, de manera que es podien generar excedents de riquesa importants. Tot i que aquestes societats no es regien per un sistema de mercat, hi havia mercats per alguns productes. Amb el col·lapse de l'Imperi Romà, el creixement del feudalisme i la formació dels estats nacionals, les societats a Europa passaren de la tradició i l'autoritat al sistema de mercat. Primerament, amb el mercantilisme dels segles xvii i XVIII, encara que en aquest període els preus i els salaris estaven regulats. Després seguí el capitalisme comercial, on la producció i distribució de béns i serveis ja quedava determinada pel mercat. A partir d'aquesta etapa, la societat es pot dividir clarament en un vessant econòmic i un de polític, donat que, a diferència dels sistemes tradicionals i autoritaris, en aquest sistema la manera de coordinar-se per a la producció i distribució de béns difereix del sistema d'organització de la resta d'activitats. Aquesta nova esfera econòmica limità el poder polític, i va impulsar així formes democràtiques de govern.
En el segle xix, la taxa de creixement de la producció s'incrementà enormement en aquells països on arribà la Revolució Industrial. Això generà diferències entre el nivell de vida d'aquests països i la resta del món. Donada la importància d'aquesta transformació aquesta etapa es coneix amb el nom de capitalisme industrial. Tanmateix, el creixement econòmic no era constant, sinó que es caracteritzava per les seves fluctuacions. En aquest sentit, l'episodi més important fou la Gran Depressió, que tingué lloc en la dècada de 1930. Per tal de fer front als problemes de la depressió i per avançar la recuperació els governs incrementaren i ampliaren el seu paper en el funcionament de l'economia. És a partir d'aquesta etapa que els governs es fan responsables del nivell de producció de l'economia i del benestar de la societat. Aquesta etapa es coneix com a capitalisme d'estat.
No tots els països seguiren aquestes etapes. A partir de 1917, es desenvolupà a Rússia una versió moderna del sistema autoritari anomenat sistema de planificació central. Es col·lectivitzà l'economia i s'eliminaren les empreses privades i els mercats capitalistes. El Comitè Central del Partit Comunista era qui establia els objectius econòmics que els diferents ministeris havien d'implementar. Aquest sistema permeté una ràpida industrialització del país i, després de la Segona Guerra Mundial, una ràpida recuperació de la guerra, però fracassà quan vingueren temps de pau. El 1985 hi hagué una reorganització del sistema, la perestroika, però també fracassà i la crisi econòmica que patiren a finals dels 80 conduí al trencament de la Unió Soviètica. A principis dels 90, els països de l'Europa Oriental i Central i Rússia iniciaren la transformació de les seves economies cap a un sistema de mercat.

## La prehistòria
La prehistòria es caracteritza per una economia simple on cada persona o grup intenta produir per a la pròpia subsistència, sigui a través de la caça i la recol·lecció o conreant el mateix aliment. Els excedents s'intercanvien amb altres persones d'una manera poc organitzada, segons les necessitats de cada grup. Al final d'aquest període es comença a considerar determinats elements com a valuosos a causa de la seva escassedat i per la llei de l'oferta i la demanda acaben esdevenint el germen de la futura moneda.

### La revolució neolítica

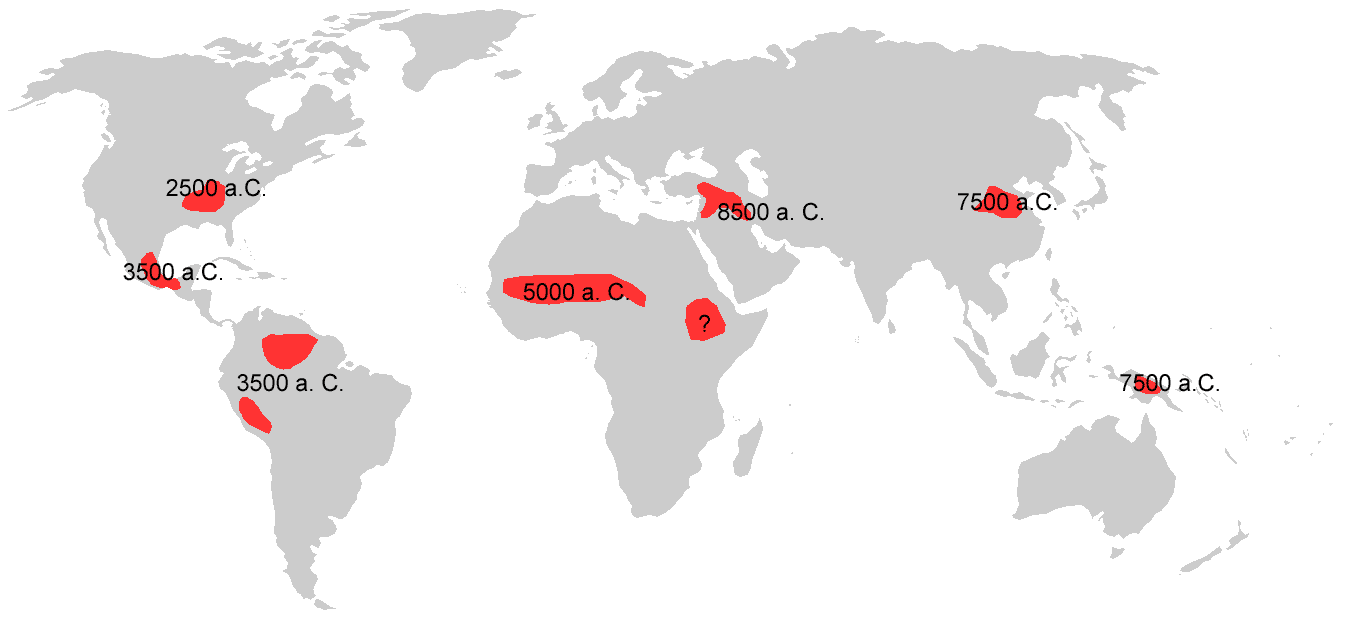
Inicis de l'agricultura en diferents regions del planeta; només es consideren les àrees de desenvolupament primari, no les que van domesticar plantes per influx de regions que prèviament havien desenvolupat l'agricultura.

La revolució neolítica, juntament amb la revolució industrial, ha estat el procés històric-econòmic que ha tingut un major impacte en l'organització de les societats humanes i les maneres de producció. Ambdues revolucions van comportar una explosió demogràfica de les societats humanes. L'economia paleolítica es basava molt àmpliament en maneres de producció d'aliments no intensificables com ara la caça, la recol·lecció i la pesca. Per contra, l'economia neolítica va comportar un desenvolupament més ampli de l'agricultura i la ramaderia que eren maneres de producció intensificables, és a dir, si es dedicaven més hores de treball a aquestes activitats podia incrementar-se la producció, enfront de la caça i la recol·lecció que eren molt poc intensificables, a més de ser maneres vulnerables a la sobreexplotació.
L'agricultura intensiva va aparèixer independentment en diverses regions del planeta. Sembla que l'únic continent on l'agricultura va ser un desenvolupament importat va ser Europa, on l'agricultura es va estendre a patir de migracions o expansions de pobles a partir de Pròxim Orient.
La intensificació de l'agricultura va permetre per primera vegada l'existència d'excedents, la qual cosa va permetre l'existència d'assentaments permanents, especialització laboral i en conseqüència estratificació laboral. La diversitat de papers socials i la divisió del treball va portar a l'aparició de la servitud, les guerres, l'existència de classes socials, al seu torn l'augment del nombre de persones que formaven una comunitat va portar a la necessitat de coordinar l'acció social i en últim terme va portar a l'aparició de ciutats estat i d'una classe administrativa (on freqüentment es va desenvolupar l'escriptura i altres desenvolupaments culturals més complexos).

## Edat antiga
Amb la revolució neolítica i les primeres grans civilitzacions sorgeixen les monedes (i abans les matèries que actuen com a referència, com ara la sal, l'or o les joies). El comerç esdevé una forma de riquesa i un treball específic que obliga a incrementar els contactes entre pobles i millorar el transport. L'Estat es converteix en un agent regulador econòmic que recull taxes per a les grans obres i serveis.
El Codi d'Hammurabi és el primer document econòmic pur, ja que les lleis afecten els salaris i els preus d'alguns productes. Per als grecs, l'economia s'ha de supeditar a la política, que administra el bé comú. D'aquesta època daten els primers aranzels, perquè s'intenta protegir els productes nacionals enfront dels estrangers.
La banca primitiva sorgeix també en l'Edat Antiga, com a institució capaç de deixar fons per emprendre grans obres. La religió judeocristiana condemnarà el préstec com una immoralitat, pels interessos abusius que es fixaven en algunes situacions.
L'economia del món antic clàssic europeu no era una economia capitalista. La civilització romana es va basar en un sistema mixt, compost pel model d'imperi tributari típic de l'últim període de la fase anterior i un model esclavista amb mà d'obra forçada. L'organització social associada a la seva economia es va caracteritzar per:
- Un sistema jeràrquic de classes socials immutables amb poca o nul·la mobilitat social, basat en unitats tradicionals com a clans familiars, castes o ordres socials.
- Uns sistemes agraris de creixement econòmic zero on no existia inversió o estalvi, en sentit moderns, i, per tant, la riquesa només podia obtenir-se apropiant-se del treball d'uns altres.
- Un predomini d'explotacions agràries familiars autosuficients, organitzades en comunitats estables i gairebé autàrquics respecte a altres comunitats
- Divisió del treball segons les diferents classes socials.
- Dimensió del mercat reduïda, i limitada a la comercialització d'excedents i de productes de primera necessitat, fonamentalment.
- En la seva última fase, l'economia del món antic estava ja monetaritzada i el barata va ser desapareixent gradualment.

A la Xina i a l'Índia, amb algunes diferències, sembla que va existir un sistema similar encara que amb desenvolupaments regionals peculiars. És important assenyalar que ja durant aquest període van existir rutes comercials que unien occident i orient tant a través de la ruta de la seda com per via marítima a través del Mar vermell. No obstant això, els productes comerciats a llargues distàncies es limitaven principalment a productes suntuarios i òbviament no peribles.

## Edat mitjana
Amb el feudalisme la moneda perd valor, ja que la importància rau en la terra, que determina en gran part el poder (ja que els serfs estan lligats a un territori). Les institucions econòmiques, però, continuen existint i les lleis de comerç prosperen, com les del Consolat del Mar català.
A Europa el sistema econòmic tardoromà va evolucionar, a partir del segle viii, a una societat bàsicament agrícola, en el qual la terra constitueix l'única font de riquesa i poder. La traducció política d'aquest fet econòmic és el sistema denominat comunament com a feudalisme, que va presentar variacions regionals, i que mai va arribar a ser uniforme en tot Europa. Aquest sistema tenia taxes de creixement properes a zero, i els salaris depenien àmpliament de la quantitat de mà d'obra disponible. Així, la gran pesta negra de mitjan segle xiv, que va matar un 30% de la població europea, va produir un augment vertiginós dels salaris en les generacions següents.
El Renaixement suposa un auge econòmic, amb l'obertura de noves rutes comercials i l'aparició de les primeres grans fortunes personals (els burgesos i banquers) que per primer cop no pertanyen a les famílies dirigents. Es formen aliances entre països per assegurar condicions ventatjoses en l'intercanvi i s'assegura el monopoli de determinades transaccions com a garantia de riquesa futura.

### La Xina

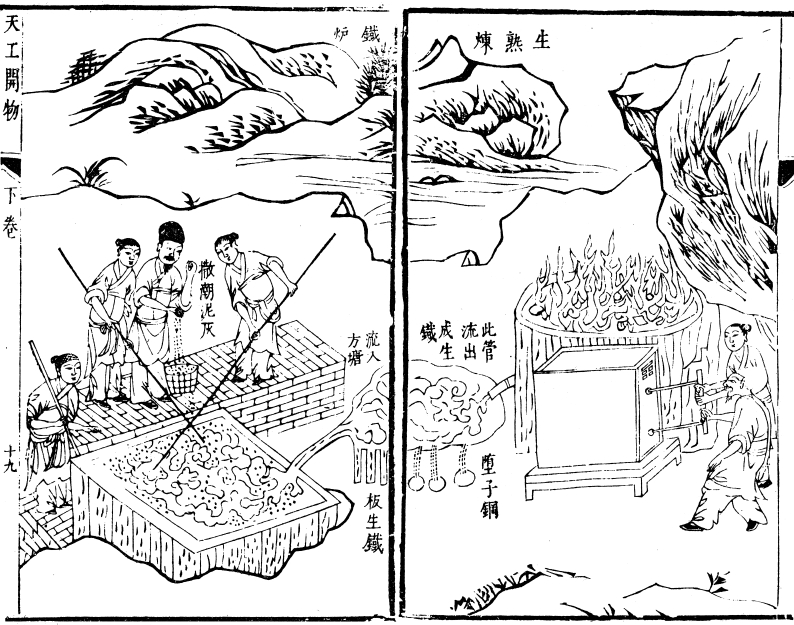
Il·lustració xinesa sobre el procediment de.<refinat del ferro, pres de l'enciclopèdia Tiangong Kaiwu, 1637.

Durant l'edat mitjana, la Xina va ser en molts aspectes tecnològicament superior a Europa i tenia una economia més gran i que involucrava xarxes d'intercanvi majors que les existents a Europa. Durant la dinastia Song es va generalitzar l'ús de paper moneda, això va contribuir a l'economia durant els inicis de la "revolució industrial xinesa". L'historiador Robert Hartwell va estimar que la producció per capita de ferro colat en xinesa es va multiplicar per sis entre el 806 i el 1078. Nombrosos invents que van tenir una importància crucial durant l'Edat Moderna a Europa van tenir el seu origen a la Xina: la pólvora, el paper moneda, el canó, la brúixola, la impremta, etc.

## Capitalisme modern i contemporani
Certs desenvolupaments econòmics poc anteriors al descobriment d'Amèrica i la introducció de certes innovacions tècniques, algunes d'elles importades des de la Xina, van marcar l'inici de l'expansió europea a Amèrica, que més tard es generalitzaria també a Oceania, parts d'Àsia i Àfrica. Aquesta expansió eminentment militar, encara que també econòmica i cultural, va portar a un predomini mundial de les potències europees i altres sorgides de la colonització europea (com els Estats Units o Austràlia).

### Mercantilisme i orígens del capitalisme
L'economia europea dels segles XVI, XVII i la primera meitat del xviii, es va practicar una política econòmica caracteritzat per una gran intervencionisme. Es promovia, a més, un fort control de la moneda, es va expandir la regulació estatal de l'economia, la unificació del mercat intern, i es va estimular la producció pròpia, controlant els recursos naturals i els mercats. Es va practicar àmpliament el proteccionisme, protegint la producció local de la competència estrangera, se subsidià a empreses privades i es van imposar grans aranzels als productes estrangers. A més, es va procurar un increment de l'oferta monetària —mitjançant la prohibició d'exportar metalls preciosos i l'encunyació inflacionària—, sempre amb vista a la multiplicació dels ingressos fiscals. Aquestes actuacions van tenir com a finalitat última la formació d'Estats-nació al més fortes possible. Si bé aquesta doctrina coneguda com a mercantilisme no és un conjunt de recomanacions econòmiques enterament coherent, la major part d'especialistes econòmics de l'època s'adherien en major o menor mesura a la majoria d'aquestes mesures. Aquestes polítiques es van donar en un context general d'augment de la població de la renda de les nacions europees, en les quals també van intervenir factors extraeconòmics. Durant aquest període, tant per l'augment dels metalls en circulació procedents d'Amèrica com per les polítiques inflacionistes, va tenir lloc la revolució dels preus entre els segles XV i XVI.
No obstant això, durant el segle xviii aquestes polítiques van ser rebutjades progressivament, Adam Smith va criticar àmpliament aquestes doctrines en La riquesa de les nacions i en el seu lloc va promoure àmpliament el liberalisme econòmic.

### Primera globalització (1870-1914)
Es produeix la consolidació dels mercats nacionals en gairebé tot el globus i la seva interconnexió creixent per efecte de la llibertat de comerç. Desapareixen les duanes interiors dins dels estats en gairebé tot Europa i Àsia. Apareixen els primers bancs i cases asseguradores internacionals i les primeres indústries integrades globals tèxtil i siderometal·lúrgica. Tenen lloc les primeres migracions massives entre Europa i Amèrica despuntant un mercat de treball global. Sorgeix la primera potència no occidental, Japó, que enfronta a l'imperi rus amb èxit ja el 1905. La primera globalització té en el telègraf el seu catalitzador i el seu símbol cultural en l'optimisme del progrés i el lliurecanvisme les exposicions universals el concert de les nacions i les novel·les de Verne. Acaba amb la Primera Guerra Mundial, que si en bona part és mundial afectant les economies de totes les regions inclosa la neutral Amèrica del Sud és perquè és la primera que es dona en el marc d'un mercat mundial mínimament estructurat.

### L'edat d'or capitalista i el comunisme (1945-1973)

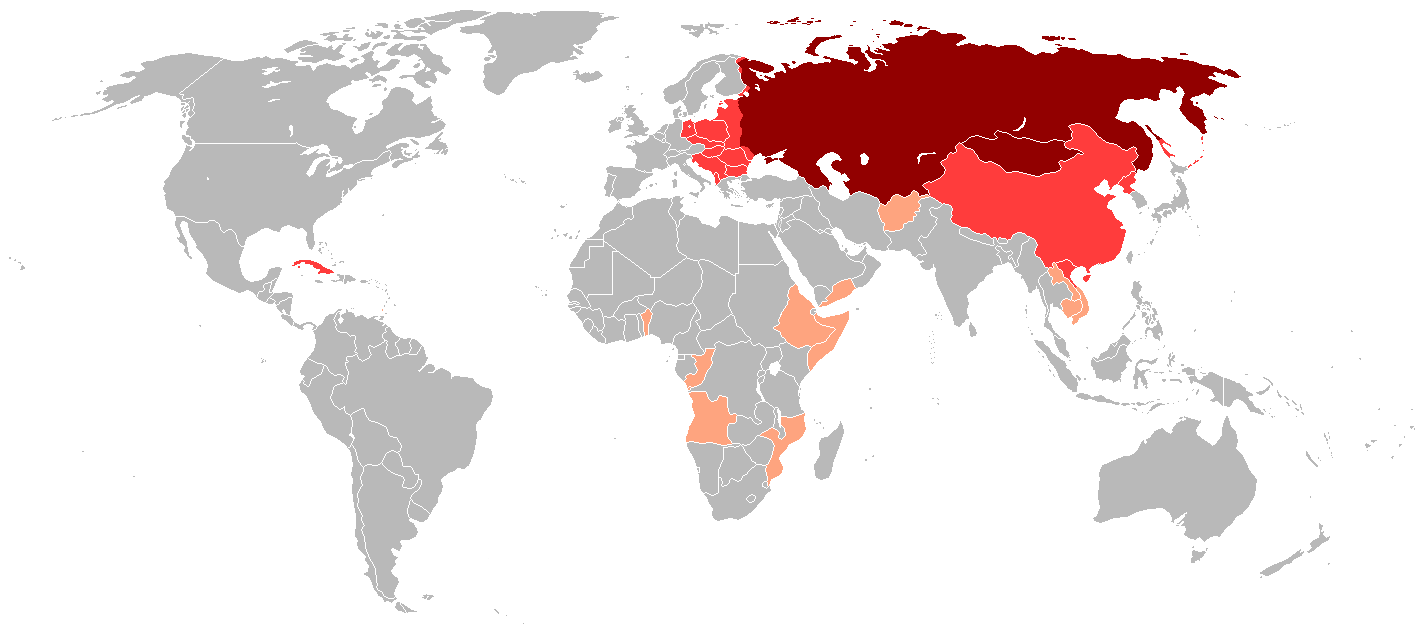
Estats amb economies inspirades pel "Socialisme real" durant el.

Poc abans del final de la Segona Guerra Mundial, els acords de Bretton Woods de 1944 van suposar un intent d'establir regles per a les relacions comercials i financeres entre els països més industrialitzats del món. Dins dels acords aconseguits es va decidir la creació del Banc Mundial i del FMI i l'ús del dòlar com a moneda internacional. Aquestes organitzacions es van tornar operatives el 1946. Aquests acords van tractar de posar fi al proteccionisme del període 1914-1945, que es va iniciar el 1914 amb la Primera Guerra Mundial. Es considerava que per arribar a la pau havia d'existir una política lliurecanvista, on s'establirien les relacions amb l'exterior. Per diversos motius el creixement econòmic als països capitalistes sota aquestes regles i institucions va ser estable i sostingut en el període 1945-1973.
D'altra banda, en aquesta època els països on es va practicar la via socialista van experimentar també taxes de creixement econòmiques vertiginoses. De fet, durant el període 1950-1965 la Unió Soviètica i altres països socialistes van experimentar taxes de creixement molt majors que la mitjana experimentada pels països capitalistes d'Europa occidental i Amèrica del Nord.
Altres països com Corea del Sud o Japó van optar per una tercera via que podria denominar-se un capitalisme d'estat o economia amb forta intervenció estatal, amb l'objectiu d'aconseguir una àmplia i ràpida industrialització d'aquests països.

### Segona globalització i crisis econòmiques (1973-2010)
Des de 1973 a l'actualitat la taxa de creixement a nivell mundial ha estat considerablement menor que en el període 1945-1973. La crisi del petroli de 1973 va tenir un impacte demolidor en els preus del petroli, la qual cosa va desembocar en una crisi econòmica important als països occidentals més dependents del petroli. A partir de finals dels anys 70, en diversos països les polítiques keynesianes van ser arraconades en gran manera per nombrosos governs, per motius polítics o perquè alguns economistes consideraven que no devien respostes adequades en la nova situació econòmica. En gran part, l'abandonament de les polítiques econòmiques desenvolupades van ser acompanyades per un auge de política neoliberals tendents a desregular l'economia, disminuir la grandària del sector públic en l'economia i privatitzar nombroses indústries.
Durant aquest període, el sector secundari o industrial va disminuir com a percentatge del PIB en molts països, i a costa del sector terciari (sector serveis), i el desenvolupament de les TIC va començar a tenir un paper destacat en l'economia de molts països occidentals.
No obstant això, aquest període va ser molt menys estable respecte al creixement i va estar sotmès a nombroses crisis econòmiques regionals com ara la Crisi del deute llatinoamericà durant els anys 1980, la crisi europea dels anys 1990 (que va ser especialment greu a Suècia i Finlàndia), la crisi econòmica, la crisi financera asiàtica de 1997 i altres crisis encara més localitzades com ara les del Japó (1986-2003), Mèxic (1994), Rússia (1998) o Argentina (1999-2002). Totes elles, preludi de la gran crisi econòmica de 2008-2013.

## La Il·lustració
Amb el Segle de les Llums i la imposició de la raó sorgeixen les primeres teories econòmiques modernes, com ara les d'Adam Smith, el mercantilisme o la fisiocràcia. Es busca l'eficiència en la gestió de l'Estat, amb un augment dels funcionaris dedicats als pressupostos, als impostos i a les inversions de cada país. Es tanquen les fronteres quan convé i s'impulsa l'imperialisme per tenir nous mercats a l'abast i l'accés a matèries primeres. Amb la Revolució Industrial sorgeix el capitalisme com a sistema imperant.
Com a reacció, apareixen les primeres comunitats autogestionades, sovint de caràcter religiós, on s'intenta tornar a un estil de vida "natural", sense els diners i on tots formen una comunitat. És la utopia que recorre bona part de la filosofia que donarà peu al Romanticisme.

## L'economia contemporània
Les diferències econòmiques provoquen revoltes socials i canvis polítics, així com l'aparició d'una nova ideologia: el comunisme, el qual proposa fer desaparèixer la divisió de classes i treballar tots per al bé comú, així com destronar els burgesos de la seva posició de poder, acumulat amb fàbriques i negocis. Durant el segle XX el món es va dividir en dues meitats, caracteritzades bàsicament per defensar el capitalisme o el comunisme (amb totes les seves variants)
La globalització suposa concebre tot el planeta com un únic mercat i a la pràctica assegura l'hegemonia del capitalisme per sobre d'altres sistemes (tot i les protestes provinents de l'anarquisme o l'altermundisme). Aprofita al màxim el potencial de la tecnologia i la publicitat per vendre els productes, que es fabriquen en grans empreses que sovint cotitzen en borsa i són multinacionals.

## Evolució del pensament econòmic
L'activitat econòmica ha estat present a la cultura humana i l'ha caracteritzada des del començament de la civilització. Des de l'antiguitat, diversos estats i imperis desenvoluparen economies de mercat i comerç, alguns fent ús d'una moneda de mercaderia per a l'intercanvi de béns. D'altres crearen codis escrits per coordinar les activitats econòmiques i regular la propietat privada i la taxació. No obstant això, fou a finals de l'edat mitjana que començaren a sorgir alguns escrits que estudiaven l'economia, i al segle xviii sorgí la primera anàlisi formal de l'economia amb la qual neix aquesta disciplina com a ciència social, en allò que es coneix com l'economia clàssica.

### La teoria econòmica preclàssica
La teoria econòmica preclàssica agrupa tots els escrits, majoritàriament individuals, que s'enfocaren en algun problema econòmic del seu temps. En el món d'occident, aquests es poden agrupar en tres escoles: l'escolasticisme, el mercantilisme i la fisiocràcia.
L'escolasticisme agrupa tots els primers escriptors que discutiren el funcionament de l'economia que es desenvolupava a l'Europa occidental del segle xiii al segle xvi, entre els quals el més important fou Tomàs d'Aquino (c. 1225-1274). El pensament escolàstic es pot entendre segons el context de la seva època, en una societat feudal en què començaven a sorgir les activitats econòmiques. La contribució dels escolàstics a la teoria econòmica moderna és petita, però rellevant. S'enfocaren principalment en les qüestions ètiques sobre la igualtat i la justícia del sistema econòmic i reconegueren que és el procés mateix d'intercanvi i els preus que n'emergeixen les coses per les quals s'hauria de jutjar una activitat econòmica. Per altra banda, en una societat en què la propietat comunal era la "llei natural", pensament basat en el Nou Testament bíblic, Tomàs d'Aquino argumentà que la propietat privada no n'era una contradicció, ans era una "addició" a la llei natural dissenyada per al benefici de l'home.

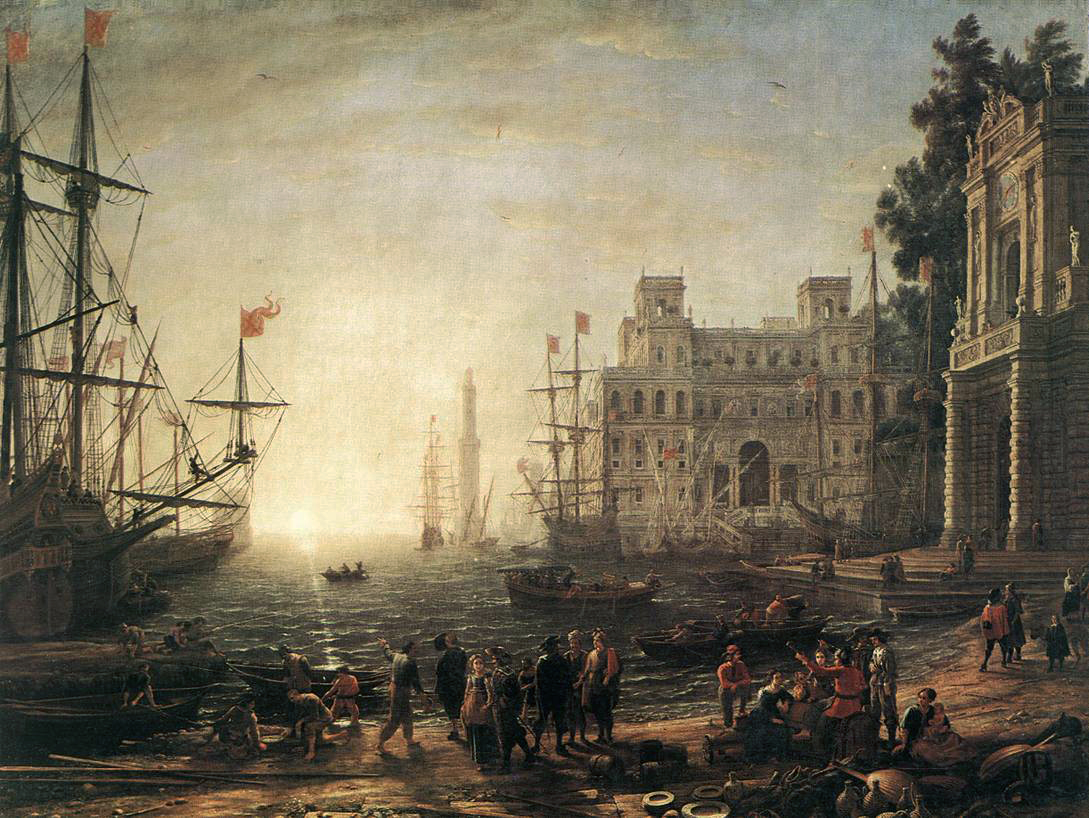
Port francès durant l'era del mercantilisme

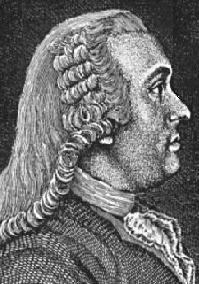
Anne-Robert-Jacques Turgot

El mercantilisme fou l'escola de pensament dominant des del Renaixement fins als inicis de l'època moderna, abastant 250 anys, des de 1500 a 1750. Aquest fou un període de gran activitat econòmica a mesura que les societats passaven del feudalisme cap al comerç, creixien les ciutats com a centres econòmics i sorgien les nacions-estats. La major part dels escrits del mercantilisme aparegueren a la Gran Bretanya, i Thomas Mun pot considerar-se'n un dels principals escriptors, amb la seva obra pòstuma, El tresor mitjançant el comerç exterior (1664).
Durant aquest període hi hagué molts escriptors, cadascun enfocat en temes molt variats. Però, en general, el pensament del mercantilisme es pot entendre en les seves suposicions: els mercantilistes assumien que la riquesa total del món era fixa; per tant, en el comerç entre nacions, l'increment en la riquesa i el poder econòmic d'una nació s'aconseguien necessàriament a expenses d'una altra. És en aquest sentit que els mercantilistes s'oposaven a la importació de productes, però n'encoratjaven l'exportació. A més a més, els mercantilistes només s'interessaven de la riquesa nacional i no pas de la individual; la riquesa nacional, de fet, es basava en la pobresa de molts. Advocaven pels salaris baixos, per tal de permetre avantatges competitius en el comerç internacional (i així incrementar la riquesa nacional), i perquè creien que els salaris superiors al nivell de subsistència causarien una reducció en l'esforç laboral. Els mercantilistes també estudiaren el paper dels diners en la determinació del nivell general de preus. Tot i així, no hi hagué cap escriptor que presentés un resum o un esquema de l'economia ideal, com ho faria Adam Smith posteriorment, sinó que cada mercantilista s'enfocava en una àrea o problema específic. El mercantilisme mateix, però, feu impossible la creació d'una teoria general de l'economia. En retrospectiva, els mercantilistes veien el sistema econòmic com un joc de suma nul·la; en què els guanys d'un partit requerien les pèrdues d'un altre. Així doncs, qualsevol política que beneficiés un grup, per definició danyaria un d'altre, i no hi havia cap possibilitat que l'economia pogués utilitzar-se per maximitzar el "benestar" o el "bé comú". Els escrits mercantilistes en general foren redactats per racionalitzar algunes pràctiques específiques d'aleshores i no pas com a investigació de les millors polítiques per a l'economia.
La fisiocràcia fou un moviment curt que sorgí a França al voltant del 1750, el qual proveí de perspectives analítiques importants de l'economia, per la qual cosa la seva influència en el desenvolupament del pensament econòmic fou important. Els fisiòcrates foren un grup de persones que creien que la riquesa de les nacions es derivava exclusivament del valor de l'agricultura o del desenvolupament de la terra. El moviment estigué principalment dominat per Anne-Robert-Jacques Turgot (1727–1781) i François Quesnay (1694–1774). La contribució més significativa dels fisiòcrates fou la seva èmfasi en el treball productiu, l'agricultura o la natura, com a font de riquesa nacional, a diferència del mercantilisme, que s'enfocava en la riquesa total basada el procés d'intercanvi. Per als fisiòcrates, només l'agricultura era capaç de produir excedents —més del que es pot consumir— a diferència de la manufactura, que, a parer seu, era "estèril". Consideraven la producció de béns i serveis com a consum dels excedents agrícoles, mentre que l'economia moderna les considera activitats productives que afegeixen valor a la renda nacional. Entre les seves polítiques econòmiques més rellevants fou la idea que el govern no havia de posar cap control a l'economia, la qual es podia regular per si mateixa; és a dir, el paper del govern era el de laissez faire: que deixés les coses per si soles.

### L'economia clàssica

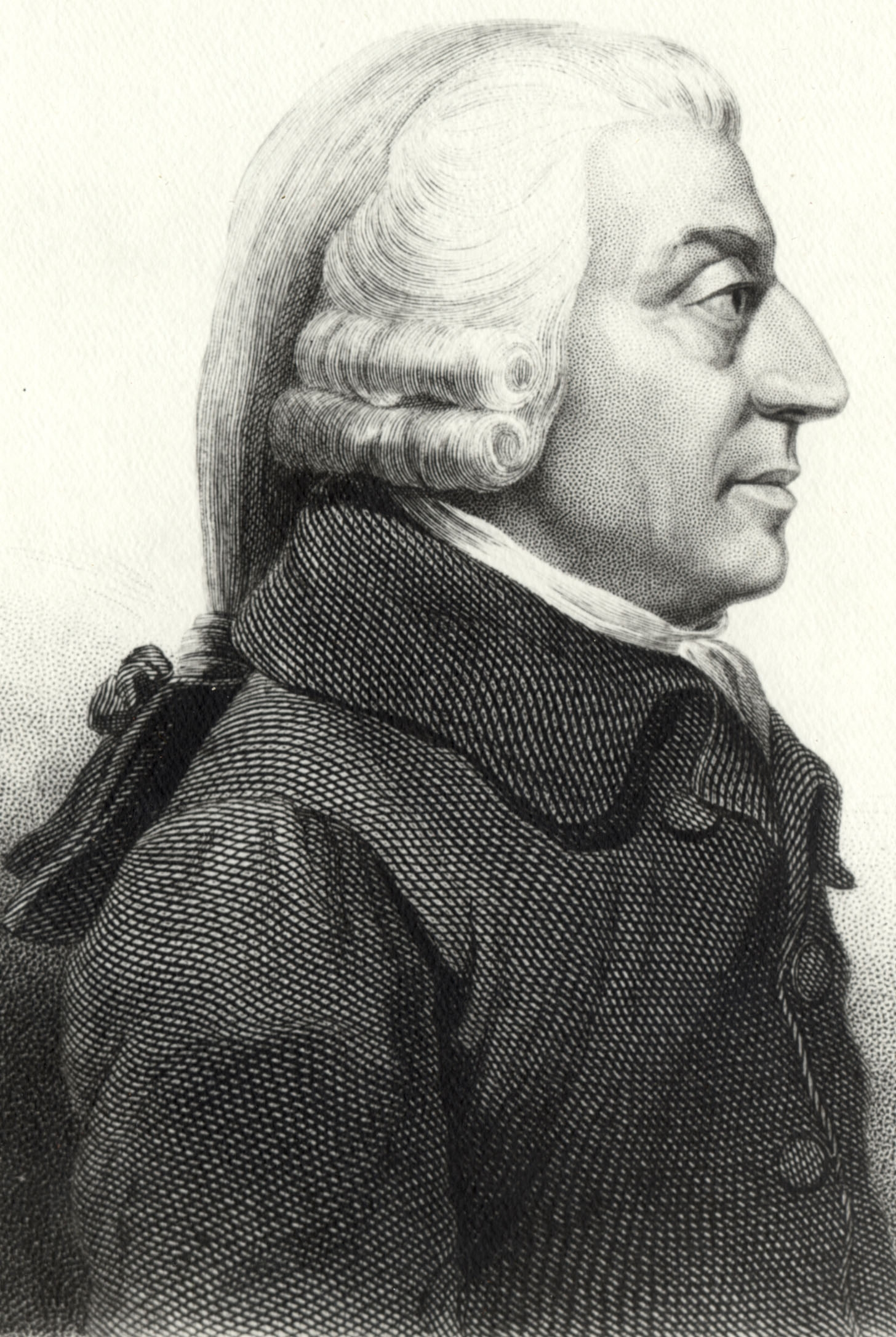
Adam Smith

L'economia clàssica fou principalment una escola anglesa de pensament econòmic que s'originà a finals del segle xviii amb els escrits d'Adam Smith i que continuà desenvolupant-se amb els escrits de David Ricardo i de John Stuart Mill. Els estudis que se'n derivaren s'enfocaven en el creixement i la llibertat econòmiques, principalment en la idea del laissez faire i la lliure competència. El terme, tanmateix, fou encunyat per Karl Marx. L'economia clàssica marca l'inici de l'estudi rigorós de l'economia com a disciplina social.
La teoria econòmica clàssica inclou tres punts principals:
- Llibertat econòmica: els mercats proveeixen de solucions automàtiques per resoldre el conflicte de l'escassesa; per tant, els clàssics afavoreixen els mercats lliures i desregulats, en què la llibertat individual produeix el benestar social. Per als clàssics la llibertat política i la llibertat econòmica estan perfectament unides.
- Creixement econòmic: els clàssics s'esforçaven per descobrir quins factors o quines són les forces que determinen el creixement econòmic, entre els quals, el sistema de preus en l'assignació dels recursos.
- Laissez faire: els clàssics no creien que fos necessària la intervenció exterior en la regulació dels mercats; el mercat funcionaria bé per si mateix.

Per a Adam Smith, sovint considerat el pare de l'economia, l'economia ideal era un sistema de mercat que es regulava a si mateix i que satisfeia automàticament les necessitats econòmiques de la població. Va descriure el mecanisme de mercat com una "mà invisible" que guia tots els individus que, en buscar els seus propis interessos, produeix el benefici màxim per a la societat sencera. Aquesta noció paradoxal estableix que els mercats competitius tendeixen a produir beneficis "socials" tot i derivar-se dels interessos "individuals".

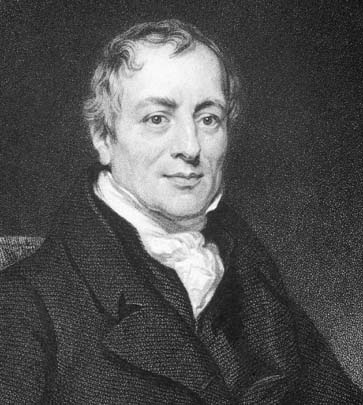
David Ricardo

Tot i que Adam Smith fou el creador i líder de l'escola clàssica, David Ricardo establí la forma i els mètodes per a l'escola. A diferència de Smith, que es preocupava d'estudiar les forces que determinen la riquesa de les nacions, Ricardo afirmava que el propòsit de l'economia era determinar les lleis que regulen la distribució de la riquesa. Potser la seva contribució més important fou la teoria de l'avantatge comparatiu, un argument fonamental en favor del comerç lliure entre països i l'especialització. Ricardo argumentà que hi ha beneficis mutus en el comerç fins i tot si un dels països (per exemple, un país ric en recursos o un artesà amb gran habilitat) és molt més productiu en totes les àrees possibles que no pas la seva contrapart (per exemple, un país pobre en recursos o un treballador sense habilitats), sempre que cadascú es concentrés en les activitats en les quals té avantatge relatiu o comparatiu (que no pas absolut), i que tots els països en tenen un Ricardo optava per una anàlisi abstracta i deductiva. Fou un dels arquitectes més importants de l'escola clàssica.
Finalment, John Stuart Mill es diferencià dels altres economistes clàssics en la seva visió de la inevitabilitat de la distribució de la renda produïda per un sistema de mercat. Mill assenyalà una diferència entre els dos papers dels mercat: l'assignació dels recursos i la distribució de la renda; el mercat podia ser eficient en la primera, però no pas en la segona, per la qual cosa era la necessària la intervenció de la societat. Mill fou educat en la tradició del pensament de Ricardo, però en disconformitat amb les injustícies de l'economia capitalista. Mill provà de combinar el liberalisme clàssic amb l'humanisme de la reforma social per promoure una societat i una economia menys enfocada en els negocis i més enfocada en la millora de l'individu i la seva satisfacció.

### Marxisme

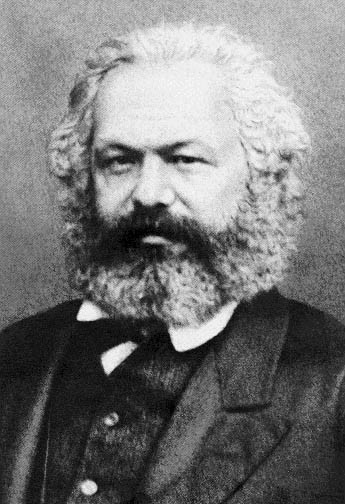
Karl Marx

L'economia marxista es derivà de les obres de Karl Marx. El primer volum de l'obra de Marx, Das Kapital, fou publicat en alemany el 1867. Marx s'enfocà en la teoria del valor-treball, la qual utilitzà per demostrar que sota el capitalisme, el proletariat o el treball era explotat pel capital. La teoria del valor-treball sostenia que el valor d'alguna cosa era determinat pel treball que s'utilitzava en la seva producció.
Marx argumentà que el capitalisme, com els altres sistemes socioeconòmics, inevitablement produiria tensions internes que el portarien a la seva destrucció. Així com el capitalisme havia reemplaçat el feudalisme, ell creia que el socialisme, al seu torn, reemplaçaria el capitalisme i produiria una societat sense estat i sense classes anomenat "comunisme pur". Això emergiria després d'un període de transició, la "dictadura del proletariat", també anomenat període de l'"estat dels treballadors" o de la "democràcia dels treballadors"

### L'economia neoclàssica
L'economia neoclàssica es formà entre el 1870 i el 1910. L'economia neoclàssica transformà l'economia clàssica en crear eines analítiques, entre les quals l'anàlisi marginal, la qual és l'aplicació del càlcul diferencial al comportament de la llar o de l'empresa i la determinació del preu en el mercat. És a partir de l'economia neoclàssica que s'inicià l'ús rigorós de les matemàtiques en l'anàlisi econòmica. Una de les aplicacions més rellevants de l'anàlisi marginal fou la sistematització de la teoria de l'oferta i la demanda, les quals són els determinants conjunts del preu i la quantitat d'alguna cosa en un equilibri de mercat.
La transformació del pensament clàssic al neoclàssic fou un canvi en la perspectiva general de la teoria del valor. Anteriorment, per exemple, el valor d'un quilo de blat de moro, es pensava que depenia dels costos de la seva producció. Però aquesta perspectiva tenia problemes, entre els quals que els preus del mercat no reflectien sempre el "valor" del producte, tal com era definit, ja que les persones sovint estaven disposades a pagar més del que "valia". Així doncs, les teories del valor clàssiques donaren pas, gradualment, a una perspectiva en què el valor s'associava amb la relació entre l'objecte i la persona que volia comprar-lo, entre el cost de producció i un "element subjectiu", és a dir, en allò que ara es coneix com l'"oferta" i la "demanda".
L'anàlisi marginal estableix que els compradors volen maximitzar els seus guanys derivats del producte, incrementant-ne les compres fins que el guany aconseguit per unitat addicional s'equilibra amb allò que han hagut de cedir per obtenir-lo. De manera similar, els productors produeixen unitats d'un bé fins que el cost per unitat addicional o marginal s'equilibra amb els guanys que genera. El valor del bé està relacionat amb els desigs il·limitats i les restriccions (l'escassetat); les tensions, o els problemes de decisió, es resolen en els mercats, on el preu és el senyal.

### Macroeconomia moderna

#### L'economia keynesiana

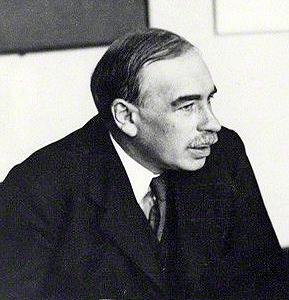
John Maynard Keynes

L'economia keynesiana es deriva de John Maynard Keynes, en especial, el seu llibre La teoria general de l'ocupació, l'interès i els diners (1936), el qual donà pas a la macroeconomia contemporània com a camp d'estudi independent. El llibre s'enfocà en els determinants de la renda nacional a curt termini quan els preus són relativament flexibles. Keynes provà d'explicar, a nivell teòric, per què la desocupació del mercat de treball no podia corregir-se per si mateixa atesa la baixa "demanda efectiva", i per què fins i tot la flexibilitat de preus i la política monetària eren inútils per resoldre el problema. Aquesta anàlisi econòmica fou considerada "revolucionària".
L'economia keynesiana és una teoria sobre les despeses totals de l'economia, és a dir, de la demanda agregada, i els seus efectes en la producció i la inflació. Alguns postulats importants del keynesianisme són:
- la demanda agregada és influenciada per moltes decisions econòmiques, publiques i privades, i sovint el seu comportament és erràtic; entre les decisions públiques hi ha la política fiscal i la política monetària;
- els efectes majors de la demanda agregada a curt termini es veuen en la producció i l'ocupació i no pas en els preus;
- els preus, i en especial els salaris, responen lentament als canvis de l'oferta i la demanda, la qual cosa produeix sigui escassesa o excedents, en especial en la força laboral;
- els períodes de recessió o depressió econòmiques són malalties i no pas, com en la teoria dels cicles de negocis, respostes eficients dels mercats quan no hi ha oportunitats atractives; el nivell d'atur típic, per tant, mai no és ideal;
- les polítiques d'estabilització han d'utilitzar-se per reduir l'amplitud dels cicles econòmics, en especial, per contrarestar les recessions.

#### Monetarisme
El monetarisme fou la primera oposició al keynesianisme, moviment encapçalat per Milton Friedman. Els monetaristes argumentaven que en el keynesianisme els diners no jugaven cap paper, ni tampoc considerava els preus ni el nivell de preus o la inflació. Per als monetaristes l'oferta de diners tenia un paper important en l'economia més enllà de només mantenir la taxa d'interès constant. De les diferents posicions sobre si només els diners eren importants o si eren també importants, sorgí la Síntesi Keynesiana Neoclàssica IS-LM.

#### Economia després de la Segona Guerra Mundial
L'economia fou transformada després de la Segona Guerra Mundial amb l'ús de les matemàtiques en cada branca de la disciplina. A més del càlcul diferencial, els economistes començaren a fer ús de l'àlgebra matricial, mitjançant la qual pogueren afegir una dimensió quantitativa al model general d'equilibri de l'economia. Posteriorment, es començà a emprar la programació lineal a l'anàlisi de les activitats, amb la qual cosa seria possible l'aplicació de solucions numèriques als problemes industrials. Finalment, també es començà a fer ús de les equacions diferencials. Totes aquestes eines matemàtiques en l'economia s'uniren en un treball empíric conegut com l'econometria, que inclou la teoria econòmica, la construcció de models matemàtics, i les proves estadístiques dels pronòstics o prediccions econòmiques. A més de l'ús extens de les matemàtiques avançades, també s'incrementà l'interès en les causes de la riquesa de les nacions. Amb això, es crearen disciplines com ara l'economia del desenvolupament, l'economia regional, l'economia urbana i l'economia ambiental.

#### La crítica radical
Durant els moviments socials i les revoltes estudiantils de la dècada de 1960 sorgí una crítica radical de l'economia: els crítics declaraven que l'economia s'havia tornat en una defensa de l'statu quo en unió amb el poder de l'elit, i que les tècniques marginals eren profundament conservadores. Els crítics radicals advocaven per una visió revolucionària dels problemes socials, i l'abandonament de la concepció "sense valors" de l'economia com a ciència social, i que, per contra, busqués solucionar els problemes dels drets civils, la pobresa, l'imperialisme, la contaminació ambiental, entre d'altres.